# Commerce extérieur de La Réunion
 (avril 2023).

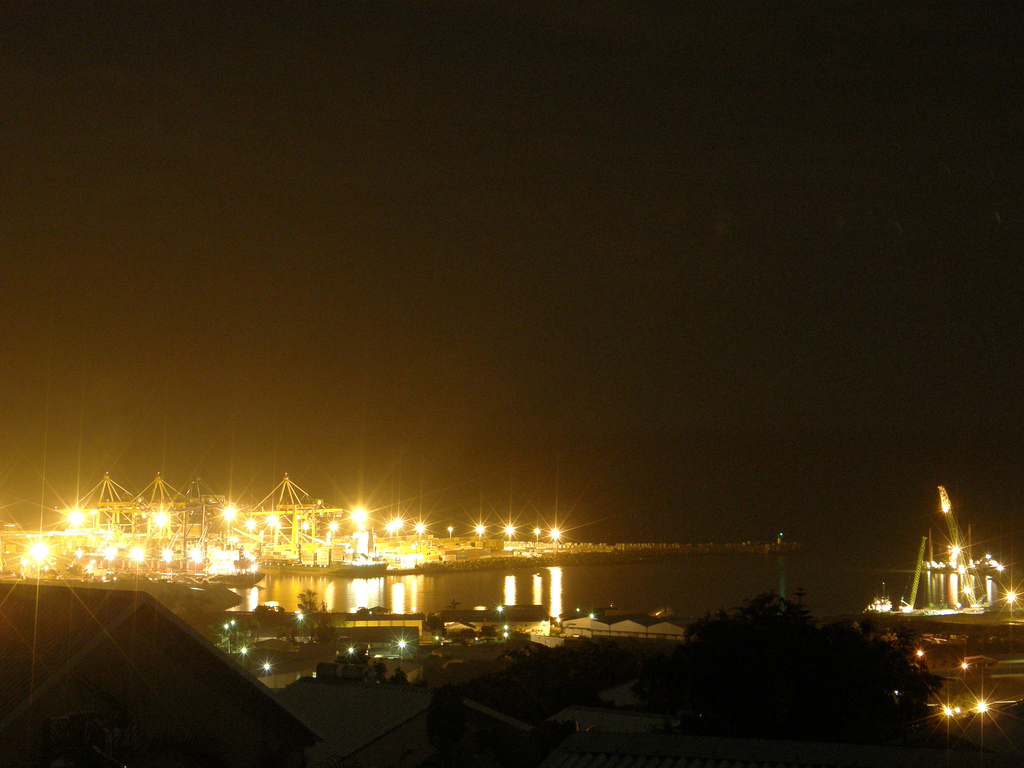
Aperçu nocturne des infrastructures de Port-Réunion, le port de commerce de La Réunion (2007).

Le commerce extérieur de La Réunion est, selon la définition la plus stricte, la branche du commerce international qui concerne La Réunion. La plupart du temps, néanmoins, on désigne par ces termes l'ensemble du commerce impliquant cette île avec le reste du monde et du territoire national, et il englobe alors, en plus des échanges internationaux, ses échanges avec la France métropolitaine et le reste de la France d'outre-mer.

## Histoire
En 2006, le commerce extérieur réunionnais s'est à nouveau soldé par un déficit de 3,7 milliards d'euros, la France métropolitaine étant alors le principal partenaire commercial.
Le taux de couverture n'a pas toujours été aussi défavorable : parmi les grandes colonies à sucre, La Réunion est la seule à avoir constamment connu un taux positif jusqu'en 1849, la seule exception étant l'année 1846, quand il se fixa à 99 %.